# Приклонский, Василий Львович
Василий Львович Приклонский (1852—1899) — исследователь Якутии, библиограф, член-сотрудник Императорского Русского Географического Общества. Статский советник. 

## Биография
Родился в 1852 году. В 1876 году окончил Императорский Московский университет — юридический факультет.
В 1881 году получил приглашение от генерал–губернатора Восточной Сибири Д. Г. Анучина и до 1885 года жил в Якутской области и на Сахалине. Приехал в Якутск 3 октября 1881 года. Служил старшим советником Якутского областного управления. С 1 июля по 24 ноября 1883 года занимал должность вице-губернатора Якутской области.
Совершил поездку в Верхоянский и Колымский округа. Во время поездки Приклонский собрал этнографическую коллекцию по якутам, и другим народам Севера (алеутам, чукчам и т.д.). Занимался этнографическими исследованиями якутов, результатом которых стал очерк «Три года в Якутской области», напечатанный в органе этнографического отделения РГО – «Живая старина», и замечательная коллекция из более 100 предметов, подаренная музею в 1884 году. За свою деятельность В. Л. Приклонский был избран членом Географического общества и награждён золотой медалью. Некоторые статьи из его научных работ, описывающие быт инородцев и шаманизм, были переведены на немецкий язык и изданы в Берлине и Вене; также он был награждён орденом Прусской короны второго класса.
В связи с назначением в члены Совета Главного управления Восточной Сибири от Министерства внутренних дел переехал в Иркутск, работал управляющим 2-го отделения управления Восточной Сибири, с 1887 года — чиновник особых поручений при Иркутском генерал-губернаторе, директор Иркутского губернского попечительского о тюрьмах Комитета и цензор газеты «Восточное обозрение».  Принимал участие в работах по изучению Сибири. В 1893 году издал в Иркутске библиографический указатель «Материалы для библиографии Якутской области» в виде приложения к газете «Восточное обозрение». 
В 1884 году командирован в Забайкальскую, Амурскую, Приморскую области и остров Сахалин для составления первого годового отчёта по всем пунктам сосредоточения каторжан. В 1885 году в Иркутский музей поступила от Приклонского коллекция китайских вещей: одежда, предметы быта, народные китайские картинки; а также две иконы на бумаге, глиняная статуэтка монгола. Часть коллекции была музеем куплена, а часть подарена.
В 1887 году занял должность чиновника особых поручений пятого класса при генерал–губернаторе Восточной Сибири, а в 1894—1895 годах заведовал партией арестантов в строительных работах на железной дороге.
С 1 декабря 1895 года был вице-губернатором Енисейской губернии, в 1896 году исполнял обязанности губернатора (до 24 января 1897 года). В том же году в Красноярске при помощи купца и библиофила Г. В. Юдина Приклонский издал свой труд «Летопись Якутского края». Во время службы в Енисейске он принимал участие в раскопках курганов. Сведения, полученные им, оценили французские учёные, и французское правительство удостоило его знака отличия по народному просвещению.
В 1897 году переехал в Петербург; 9 декабря 1898 года в докладной записке на имя министра внутренних дел просил о переводе его в южные губернии из–за расстроенного здоровья. 
Умер 5 (17) февраля 1899 года. Был похоронен на Волковом православном кладбище.